# Герб Новочебоксарска
Герб города Новочебокса́рска Чувашской Республики Российской Федерации — опознавательно-правовой знак, составленный и употребляемый в соответствии с правилами геральдики, служащий символом муниципального образования города Новочебоксарска.
Данный герб утверждён 9 февраля 2005 года решением Новочебоксарского городского Собрания депутатов Чувашской Республики и 23 марта 2005 года внесён в Государственный геральдический регистр Российской Федерации с присвоением регистрационного номера 1799.

## Описание
В соответствии с Положением о муниципальных символах самоуправления Новочебоксарска герб города имеет следующее геральдическое описание: «В пересечённом лазоревом и зелёном поле широкое пониженное золотое стропило, обременённое тремя летящими лазоревыми утками, держащими в клювах зелёные дубовые ветви».
В вольной части геральдического щита помещено изображение законодательно установленной символики Чувашской Республики.

## Обоснование символики
Композиция герба символизирует Новочебоксарск как «город химиков, энергетиков, строителей». Изображения трёх летящих уток, помещённые на золотом стропиле, отражают перечисленные особенности города, перекликаясь при этом с его названием. Голубой цвет является символом реки Волги, красоты, чести, славы, преданности и истины. Жёлтый цвет означает высшую ценность, величие, прочность, силу, великодушие и рассвет. Зелёный цвет связан с надеждой, радостью и изобилием, а также указывает на химическую промышленность.

## История

### Герб 1993 года

Герб Новочебоксарска (1993)

Первый герб Новочебоксарска, разработанный художником В. И. Разиным, был принят депутатами городского Совета 24 февраля 1993 года. Герб представлял собой геральдический щит золотого цвета с лазоревой каймой и красной стилизованной орнаментальной чувашской символикой в центре, олицетворявшей «хозяйку города химиков и электроэнергетиков». Помещённая на щит «эмблема „три солнца“» символически указывала на принадлежность города к Чувашской Республике.
В 2005 году специалисты Геральдического совета при Президенте Российской Федерации провели экспертизу данного герба. По итогам рассмотрения символ города не был одобрен членами Совета. В частности, в экспертном заключении отмечалось, что «эмблема города Новочебоксарск по геральдическим составляющим не может быть определена как герб, по знаковому и смысловому содержанию никак не отражает оригинальные и характерные черты города, кроме того, вступает в противоречие с республиканским законодательством о символике».

### Герб 2005 года
9 февраля 2005 года в соответствии с решением Новочебоксарского городского собрания депутатов Чувашской Республики были утверждены новый герб города и созданный на его основе флаг. Разработку официальной символики Новочебоксарска выполнил художник-геральдист Вадим Шипунов.
Над проектом герба Новочебоксарска Шипунов работал в течение нескольких лет и в итоге создал серию эскизов, три из которых администрация города направила в Геральдический совет при Президенте Российской Федерации. Последний дал всем представленным на рассмотрение проектам положительную оценку, отметив их высокий художественный и геральдический уровень. При этом наиболее удачным вариантом символики был признан проект с изображением трёх уток и золотого стропила, который, как выразился о нём государственный герольдмейстер Г. В. Вилинбахов, «прекрасно отражает характерные особенности Новочебоксарска — молодого города, центра химической промышленности и гидроэнергетики, в соответствии с лучшими старинными традициями геральдики, перекликается с названием города и демонстрирует его связь с Чебоксарами».